# Гиянкур
Гиянку́р (фр. Guyencourt, / ɡijɛ̃kuʁ /) — коммуна в регионе Пикардия во Франции. Департамент коммуны — Эна. Входит в состав кантона Гиньикур. Округ коммуны — Лан.
Код INSEE коммуны — 02364.

## Население
Население коммуны на 2010 год составляло 225 человек.
| 1962 | 1968 | 1975 | 1982 | 1990 | 1999 | 2010 |
| ---- | ---- | ---- | ---- | ---- | ---- | ---- |
| 141  | 113  | 114  | 135  | 191  | 224  | 225  |

## Экономика
В 2010 году среди 137 человек трудоспособного возраста (15—64 лет) 114 были экономически активными, 23 — неактивными (показатель активности — 83,2 %, в 1999 году было 72,9 %). Из 114 активных жителей работали 106 человек (57 мужчин и 49 женщин), безработных было 8 (6 мужчин и 2 женщины). Среди 23 неактивных 6 человек были учениками или студентами, 10 — пенсионерами, 7 были неактивными по другим причинам.